# Конюшина підземна
Конюшина підземна,, (Trifolium subterraneum L.) — вид рослин родини бобові (Fabaceae). Етимологія: лат. subterraneum — «підземний». Рослина нахиляє плоди на землю, де вони наполовину поховані. З перших дощів восени відбувається проростання насіння, що дозволяє вести виду майже життя багаторічної рослини.

## Опис
Однорічна трав'яниста рослина, що має стрижневий корінь, невеликий з численними бічними коренями. Злегка розгалужені й нерозгалужені стебла сланкі або висхідні, досягають довжини, як правило, від 10 до 30 см і лисі або волосаті. Лист ділиться на три частини. Листочки у формі серця з довжиною від 8 до 12 мм. Квітне в основному в березні й квітні. Квіти смугасті білі й рожеві, довжиною близько 1 см. Насіння 2-4,5 мм, гладке, червонувате або чорнувате.

## Поширення
Поширення: Північна Африка: Алжир; Лівія; Марокко; Туніс. Західна Азія: Кіпр; Іран; Ізраїль; Ліван; Сирія; Туреччина. Кавказ: Азербайджан; Грузія; Росія — Передкавказзя. Європа: Ірландія; Об'єднане Королівство; Україна [вкл. Крим]; Албанія; Болгарія; Колишня Югославія; Греція [вкл. Крит]; Італія [вкл. Сардинія, Сицилія]; Румунія; Франція [вкл. Корсика]; Португалія [вкл. Мадейра]; Гібралтар; Іспанія [вкл. Балеарські острови, Канарські острови]. Натуралізований, також культивується в деяких інших країнах. Населяє кременисті землі; 0-1700 м.

## Галерея

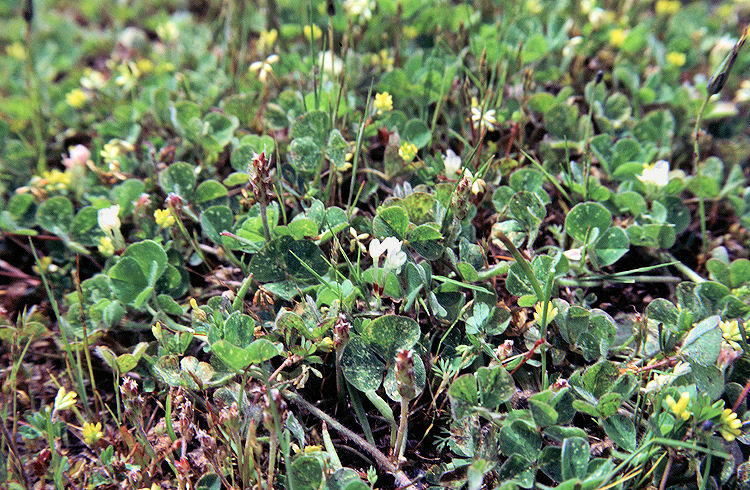
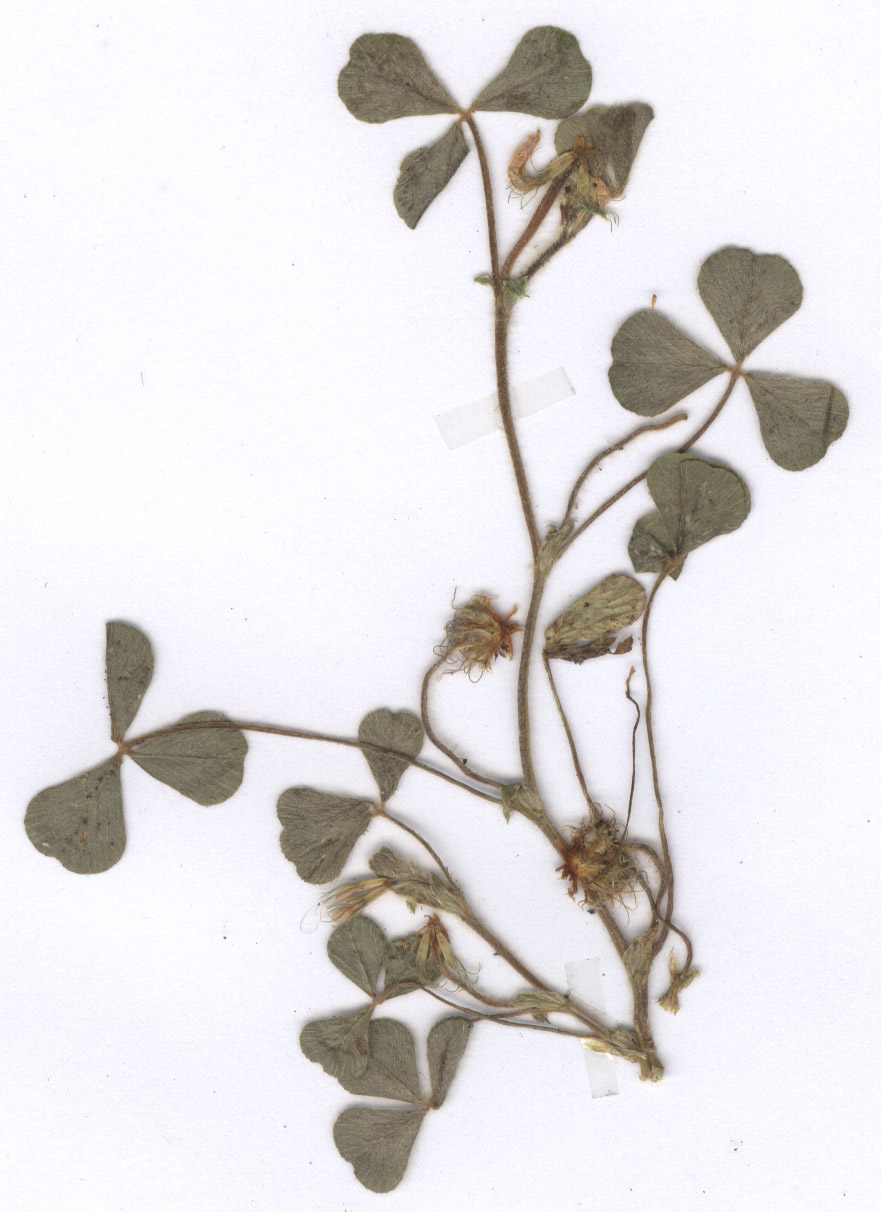
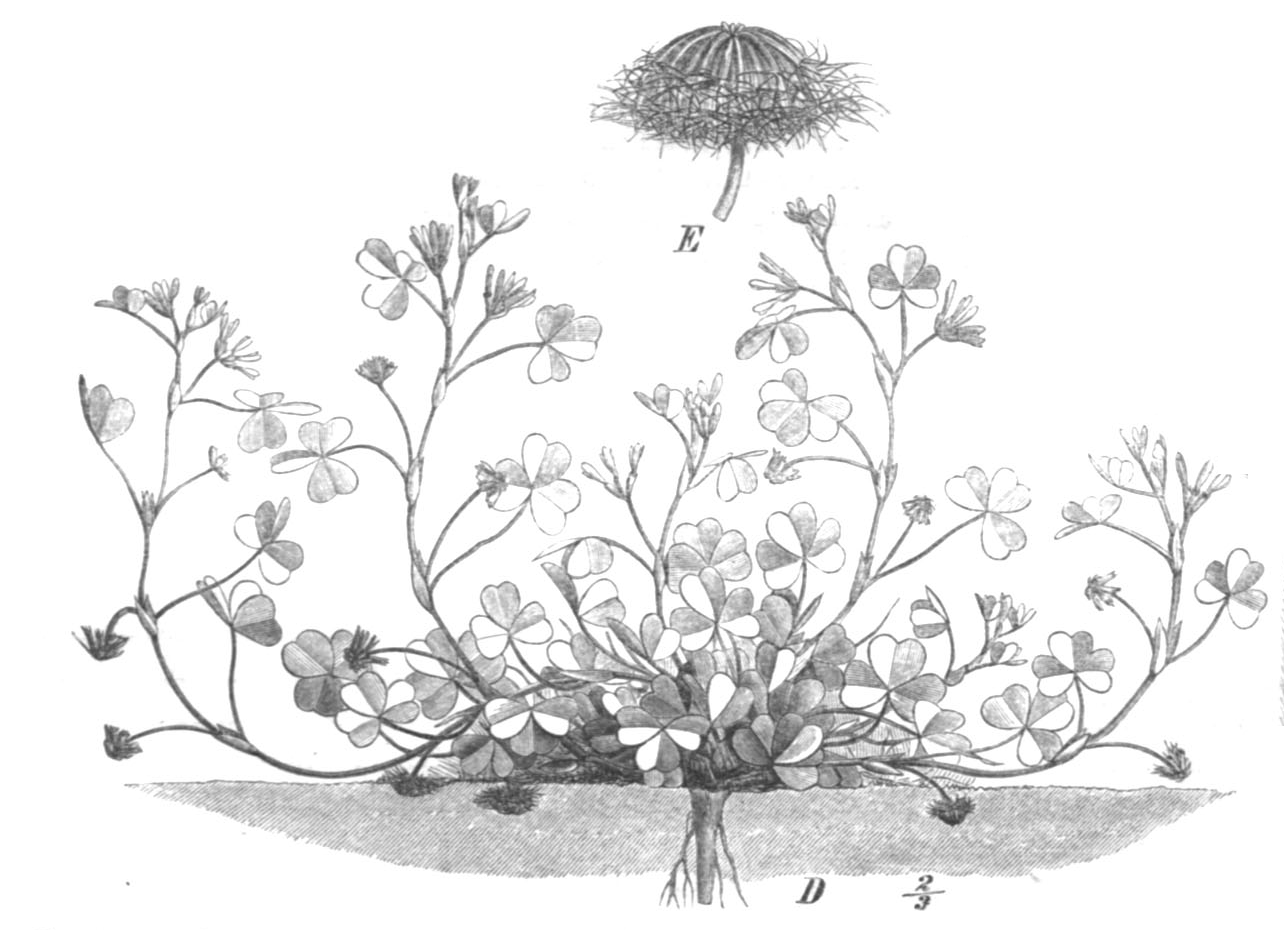
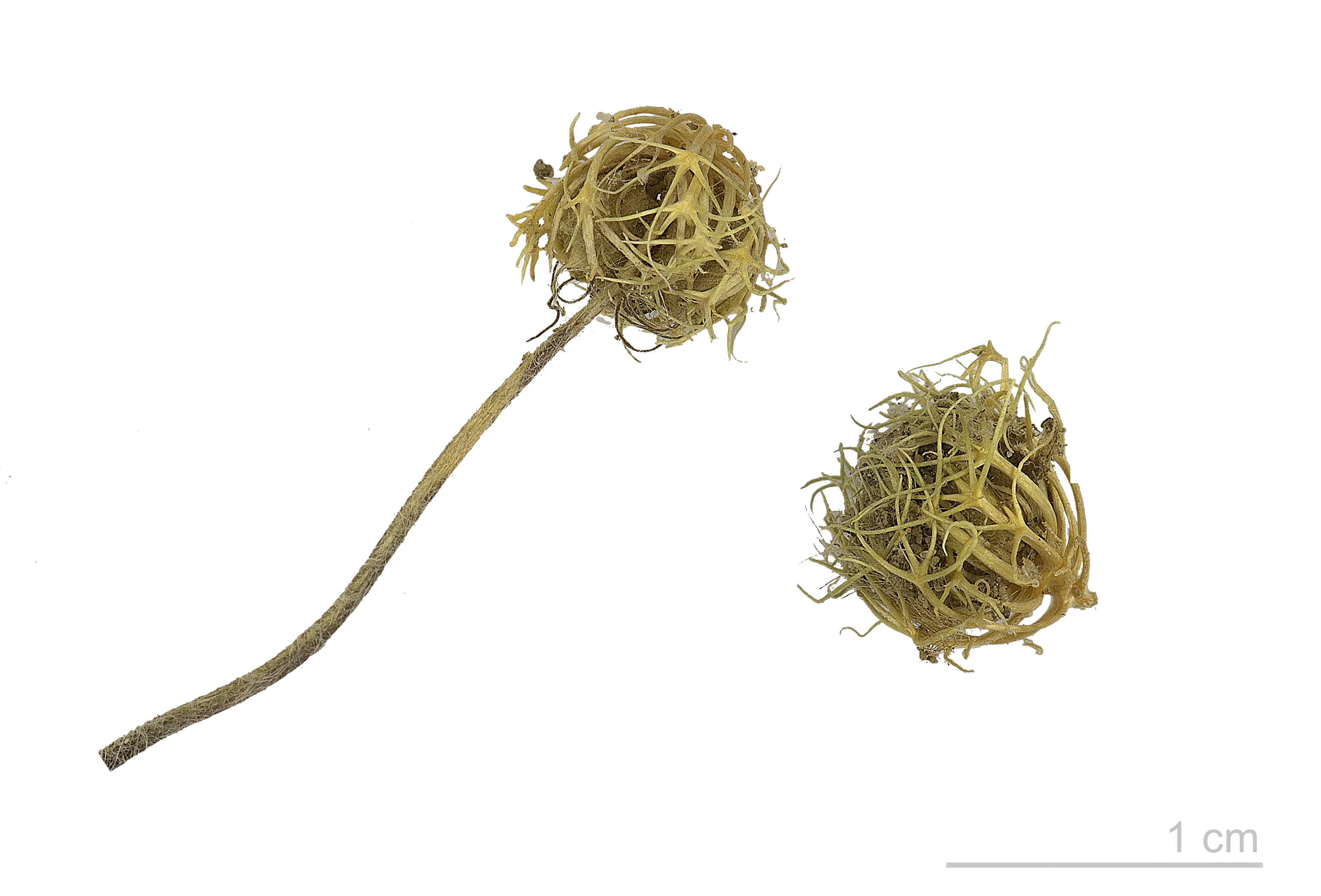
Trifolium subterraneum - Тулузький музей